# Alfonso Pecoraro Scanio

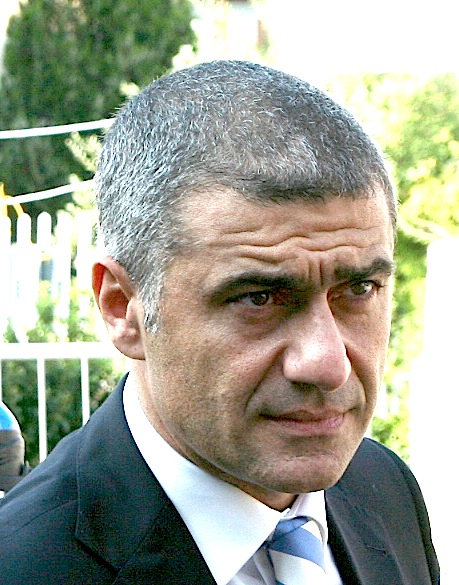
Pecoraro Scanio.

Alfonso Pecoraro Scanio (Salerno, 13 de marzo de 1959) es un político italiano perteneciente a la Federación de los Verdes. El 17 de mayo de 2006 fue nombrado ministro de Medio Ambiente en el gobierno presidido por Romano Prodi. Anteriormente ocupó el cargo de ministro de Agricultura desde 2000 a 2001 en el gabinete de Giuliano Amato.
Presente en la Cámara de diputados desde 1992, es el líder y actual presidente de la Federación de los Verdes. Antes perteneció al Partido Radical. En 2005 se presentó a las primarias para liderar L'Unione, quedando en quinto lugar con el 2,2% de los votos.
Pecoraro Scanio es abiertamente bisexual. Lo anunció en 2000, siendo el primer ministro italiano en hacerlo. Declaró que no era ni hetero ni homosexual, que creía en  la absoluta libertad sexual. Por sus posiciones morales fue muy criticado por partidos de extrema derecha y movimientos populistas. Alessandra Mussolini criticó la declaración de Pecoraro, afirmando que la sexualidad debería ser un asunto únicamente privado.